# Roman Chytilek
Roman Chytilek (n. 24 februarie 1976, Brno, Cehoslovacia) este un mare maestru ceh de șah prin corespondență, în prezent numărul 1 în ratingul Federației Internaționale de șah prin corespondență⁠(d) (ICCF) și câștigător al celei de-a 16-a Olimpiade⁠(d) (cu echipa Cehiei).

## Viața personală
Chytilek deține un doctorat în științe politice și în prezent lucrează ca profesor asociat și prodecan de studii sociale la Universitatea Masaryk din Brno, Republica Cehă. Domeniul său de expertiză constă în sisteme de partide, sisteme electorale, științe politice experimentale și teoria jocurilor. Lui Chytilek îi plac și dezbaterile competitive. S-a opus alegerii directe a președintelui ceh și a câștigat o dezbatere împotriva viitorului președinte ceh Miloš Zeman, care a susținut proiectul de lege, în decembrie 2011.

## Șah în persoană
Chytilek și-a obținut titlul de master internațional FIDE în 2001. În anii săi de junior, a participat la campionatul european de juniori de la Siofok, Ungaria, cu un scor de 5,5/11. În zilele noastre, participă rar la turnee individuale, ultima performanță notabilă fiind locul 4-7 la Leiden Open (Olanda). Chytilek a fost activ și în liga cehă pe echipe, jucând în ediția 1996-1997 pentru Tatran Havřice, în 1999-2012 pentru ŠK Zlín și din 2012 pentru TŽ Třinec. A câștigat de două ori liga slovacă pe echipe: în 2003/04 cu Slovakofarma Hlohovec și 2009/10 cu ŠK Prievidza.

## Șah prin corespondență
Maestru Internațional din 2000, Maestru Internațional Senior din 2002, Mare Maestru din 2004.
Cele mai bune realizări ale sale includ: câștigătorul turneului pe invitație Itzhak Veinger (2002–2006), locul 2 la turneele memoriale Simon Webb (2007–2009), František Batík (2003–2006) și Maximo Portela (2001–2006).
A câștigat turneul interzonal pe echipe cu echipa Europa 1 (2000–2003), a câștigat bronzul cu Republica Cehă în campionatul european pe echipe (1999–2004), în spatele Germaniei și Lituaniei și argint la Olimpiada a XII-a (2004–2009, în spatele Germaniei). Chytilek a obținut cel mai mare rating de 2693 în 2010, în prezent fiind cotat 2685 = locul 1 în clasamentul ICCF (din ianuarie 2015). A jucat 127 de jocuri ICCF din 1999, a câștigat 56, a remizat 67, a pierdut 4 (performanță generală 70,5%).
De asemenea, a participat la mai multe turnee asistate de calculator. În 2006, a fost invitat de Jiri Dufek la al 4-lea turneu final PAL/CSS Freestyle, desfășurat pe Playchess.com. În mod destul de surprinzător, echipa lor, Xakru, a câștigat evenimentul, după ce a terminat doar pe locul 10 în turul preliminar. 
Chytilek însuși și-a descris stilul profund analitic ca o combinație între utilizarea neobișnuită a motoarelor de șah și ținta obișnuită de exploatare a slăbiciunilor oponenților săi, ceea ce duce la soluții netriviale în situațiile critice - o viziune pe care colegii săi marii maeștri de la ICCF o împărtășesc adesea despre el.

## Memorialul Heemsoth și a 16-a Olimpiadă
Memorialul Heemsoth a fost un turneu cu invitație organizat de federația germană de șah prin corespondență, jucat în memoria marelui maestru german Hermann Heemsoth⁠(d), care a murit în 2006, la vârsta de 96 de ani. Evenimentul a început pe 20 ianuarie 2008 cu 17 jucători. Cu un rating mediu de 2633, turneul a fost cel mai puternic eveniment de șah prin corespondență cu invitație din toate timpurile. Au participat patru foști campioni mondiali la șah prin corespondență - Vytas Palciauskas, Tunc Hamarat, Mikhail Umansky și Ivar Bern -, precum și Ron Langeveld⁠(d), care a devenit campion mondial în 2012. Chytilek a câștigat turneul la departajare în fața lui Langeveld și a marelui maestru englez Richard Hall. Cu 10 puncte din 16 jocuri, a marcat 4,5/5 împotriva campionilor mondiali. Chytilek a câștigat și premiul special pentru cel mai bun joc al turneului pentru victoria sa împotriva lui Langeveld. Cursul dramatic al turneului a fost descris mai târziu în cartea „Fernschachdramen”, scrisă de fostul campion mondial CC, Fritz Baumbach și de participantul la turneu, marele maestru german Stephan Busemann.  În 2010, Chytilek a început să joace pentru echipa cehă în finala celei de-a 16-a Olimpiade de șah prin corespondență (campionatul mondial de șah pe echipe), pe tabla 1. Cehii (GM Chytilek, GM Jiri Dufek, GM David Vrkoc, GM Jiri Vosahlik, Teamcaptain: SIM Josef Mrkvicka ) au câștigat medaliile de aur în mod convingător, cu un avans uriaș față de Germania și Franța. Chytilek însuși a avut cel mai bun rezultat la tabla 1. 

## Viitoare carieră în șah
În interviul pentru serverul Novoborsky sachovy (nss.cz) din ianuarie 2015, Chytilek a recunoscut că s-a gândit să suspende sau chiar să-și încheie cariera prin corespondență, din cauza lipsei de turnee adecvate disponibile pentru jucătorul din clasa sa și a motivației în scădere. Cu toate acestea, s-a declarat întotdeauna gata să joace șah prin corespondență în evenimente caritabile.